# Begravelsen (film fra 2008)
 For alternative betydninger, se Begravelsen. (Se også artikler, som begynder med Begravelsen)
Begravelsen er en kortfilm fra 2002 instrueret af Peter Bækkel.